# شیموسووا، ناگانو
شیموسووا، ناگانو (به لاتین: Shimosuwa, Nagano) یک منطقهٔ مسکونی در ژاپن است که در Suwa District واقع شده‌است. شیموسووا ۶۶٫۸۷ کیلومترمربع مساحت و ۲۰٬۱۶۰ نفر جمعیت دارد.